# Georg Anthes
Georg Anthes (magyarosan Anthes György) (Bad Homburg vor der Höhe, 1863. március 12.  – Budapest, 1922. február 23.) német operaénekes (tenor), kora egyik nagy Wagner-énekese, a magyar operatörténelem nagy alakja, Budapesten a Zeneakadémia tanára, az Operaház főrendezője.

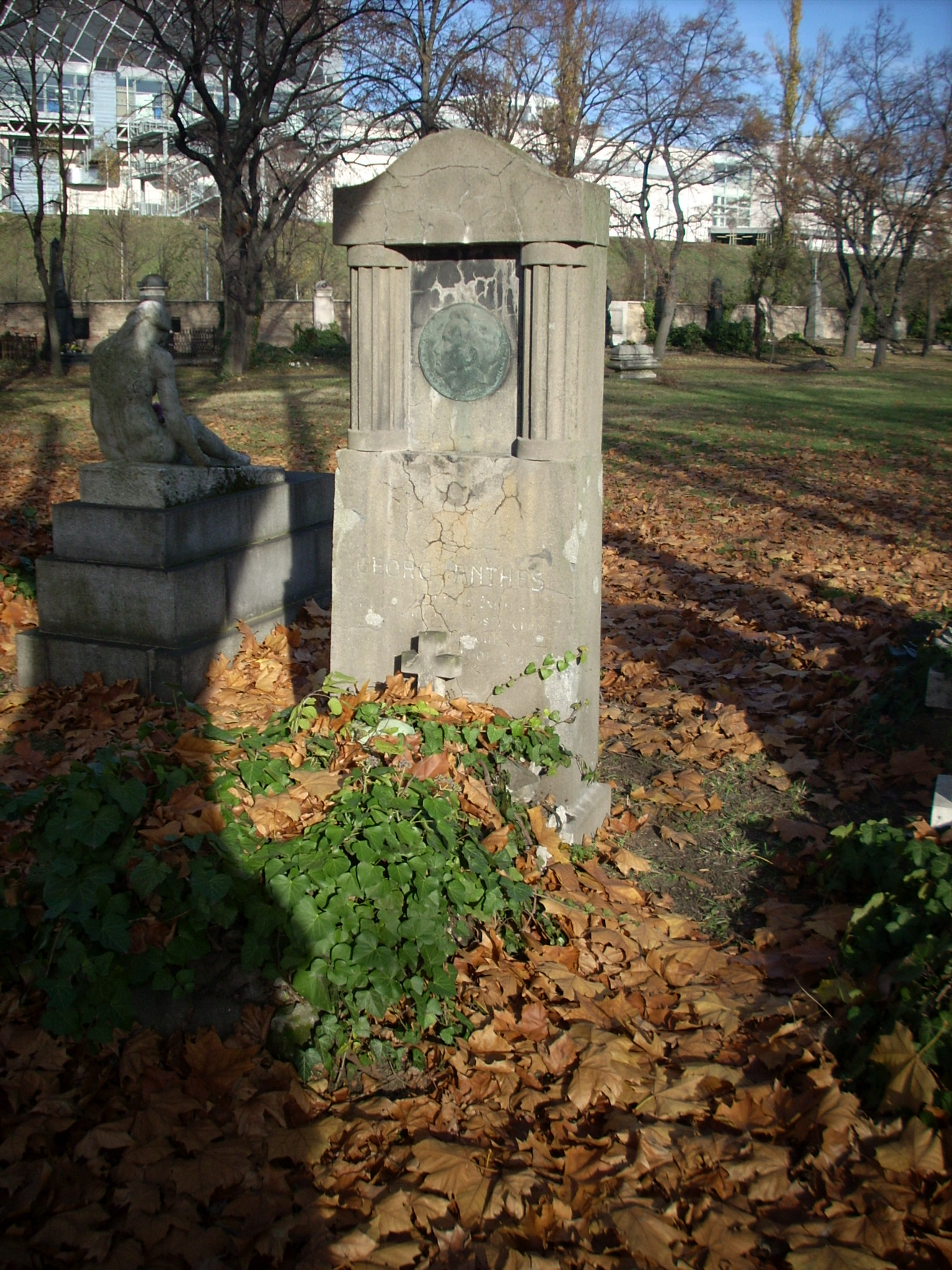
Sírja a Fiumei úti sírkertben

## Életpályája
Kezdetben jogásznak készült, zenészként pedig hegedűsnek, azonban baráti rábeszélésre Frankfurt am Mainban Julius Stockhausen, Milánóban C. Galliera növendéke lett. Freiburg im Breisgauban debütált 1888-ban, Max szerepében (Weber: A bűvös vadász). 1889-től 1901-ig  – Heinrich Gudehus utódjaként – a drezdai operában lépett fel, főleg hőstenor szerepekben. 1892-től Bayreuthban énekelt Wagner-operákban (Lohengrin, Parsifal, Siegfried, Siegmund, Tannhäuser). Lohengrinként különösen emlékezetest nyújtott. Európa csaknem valamennyi operaszínpadán fellépett. Drezda után 1902–03-ban a New York-i Metropolitanban és Chicagóban szerepelt.
1903-ban szerződtette a budapesti Operaház mint vezető tenoristát. Magyarul is énekelte szerepeit; ez sokszor váltott ki derültséget, mert sosem sikerült a nyelvet megtanulnia. Egy 1909-es gyomorbetegség után már sok előadáson indiszpozícióval küzdött. Visszavonulása után 1913-tól a Zeneakadémia tanára volt. Legjelentősebb tanítványai Anday Piroska, László Géza, Németh Mária, Palló Imre dr. és Závodszky Zoltán. 1920. július 1-jétől 1922. január 31-éig az Operaház „vezető főrendezője” volt. 1914 és 1922 között, évente néhány előadáson énekelt is még.
Személyi titkára Grexa Gyula volt, hagyatéka is hozzá került. Sírja a Kerepesi temetőben áll, elhanyagolva.
Fischer Péter karnagy így jellemezte: Lenyűgöző jelenség volt, akár az utcán, akár a színpadon tűnt fel délceg alakja. Megfordultak utána az emberek, ha végigment az Andrássy úton. Ellenállhatatlanul magára vonta a figyelmet, mint általában a jelentős egyéniségek. Hiszen ez a művész nagy énekes, színész és muzsikus volt egy személyben, amilyen csak ritkán akad a világon.
Hangját a híres Mapleson-fonográfhengerek egyike őrzi. A kétperces felvétel a Metropolitan 1903. február 9-i  Trisztán és Izolda előadásán készült. Partnerei: Lilian Nordic és Ernestine Schumann-Heink. A muzeális felvétel  A magyar operaszínpad csillagai című kiadvány első kötetének első lemezén is szerepel.